# Багер (Француска)
Багер (фр. Bagert) насеље је и општина у јужној Француској у региону Миди Пирене, у департману Арјеж која припада префектури Сен Жирон.
По подацима из 2011. године у општини је живело 55 становника, а густина насељености је износила 16,77 становника/km². Општина се простире на површини од 3,28 km². Налази се на средњој надморској висини од 500 метара (максималној 563 m, а минималној 340 m).

## Демографија
| 1962. | 1968. | 1975. | 1982. | 1990. | 1999. | 2011. |
| ----- | ----- | ----- | ----- | ----- | ----- | ----- |
| 38    | 65    | 59    | 56    | 45    | 54    | 55    |

График промене броја становника у току последњих година